# ゴーリキイ公園
座標: 北緯55度43分53秒 東経37度36分14秒 / 北緯55.73139度 東経37.60389度

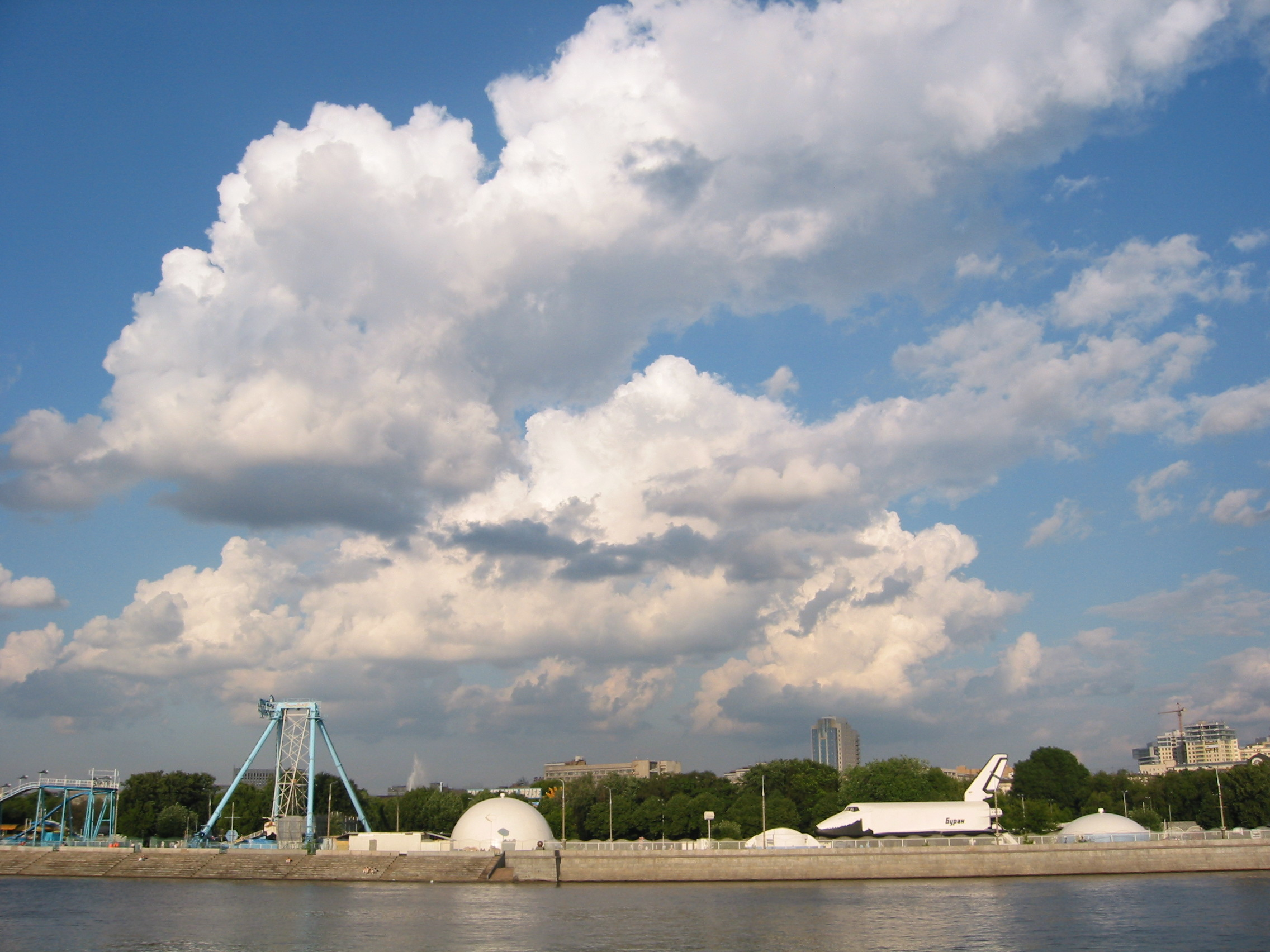
モスクワ川対岸からの眺め

ゴーリキイ公園またはゴーリキー公園は、ロシアの首都モスクワにある公園である。正式名称は、マクシム・ゴーリキー記念文化と休息の中央公園（ロシア語: Центральный Парк Культуры и Отдыха (ЦПКиО) им. М.Горького、ツェントラーリヌィイ・パールク・クリトゥールィ・イ・オーッディハ・イーミェニ・マクスィーマ・ゴーリカヴァ）。

## 概要
サドーヴォエ環状道路の南部、モスクワ川東岸に沿ってレーニンスキー大通りに挟まれて細長く広がる。入場は無料。園内にはゴリツィン池があり、その南側はネスクーチュヌィイ庭園となっている。大観覧車やジェットコースター等のある遊園地でもあり、野外コンサート場も設置されている。夏季にはテント小屋でサーカスも催される。また、1993年から2014年まで、モスクワ川を往来する遊覧船から見える位置にソビエト連邦時代に開発された宇宙船ブランの試験モデルの実物が展示されていた。公園の近くには、ドンスコイ修道院やノヴォデヴィチ女子修道院、モスクワ大学などがある。市民の憩いの場であり、休日には家族連れやカップルで賑わう。

## アクセス
- パールク・クリトゥールイ駅（「文化公園」の意）
  - パールク・クリトゥールイ駅（地下鉄1号線ソコーリニチェスカヤ線）
  - パールク・クリトゥールイ駅（地下鉄5号線環状線）
- オクチャーブリスカヤ駅（「10月」の意、10月革命を記念する名前でゴーリキイとも無縁ではない）
  - オクチャーブリスカヤ駅（地下鉄5号線環状線）
  - オクチャーブリスカヤ駅（地下鉄6号線カルーシュスコ＝リーシュスカヤ線）

## 文化
- アメリカの作家マーティン・クルーズ・スミスはこの公園を舞台としたサスペンス小説『ゴーリキー・パーク』を1981年に発表しベストセラーとなった。1983年にはこれを原作として映画『ゴーリキー・パーク』も制作されている。
- ドイツのハードロックバンド、スコーピオンズは、ゴーリキイ公園を1990年代初頭の東ヨーロッパ諸国における冷戦時代の終わりの社会・政治的な改革を象徴して触れたシングル『ウィンド・オブ・チェンジ』で大成功を収めた[2]。